# Bobina di Petersen

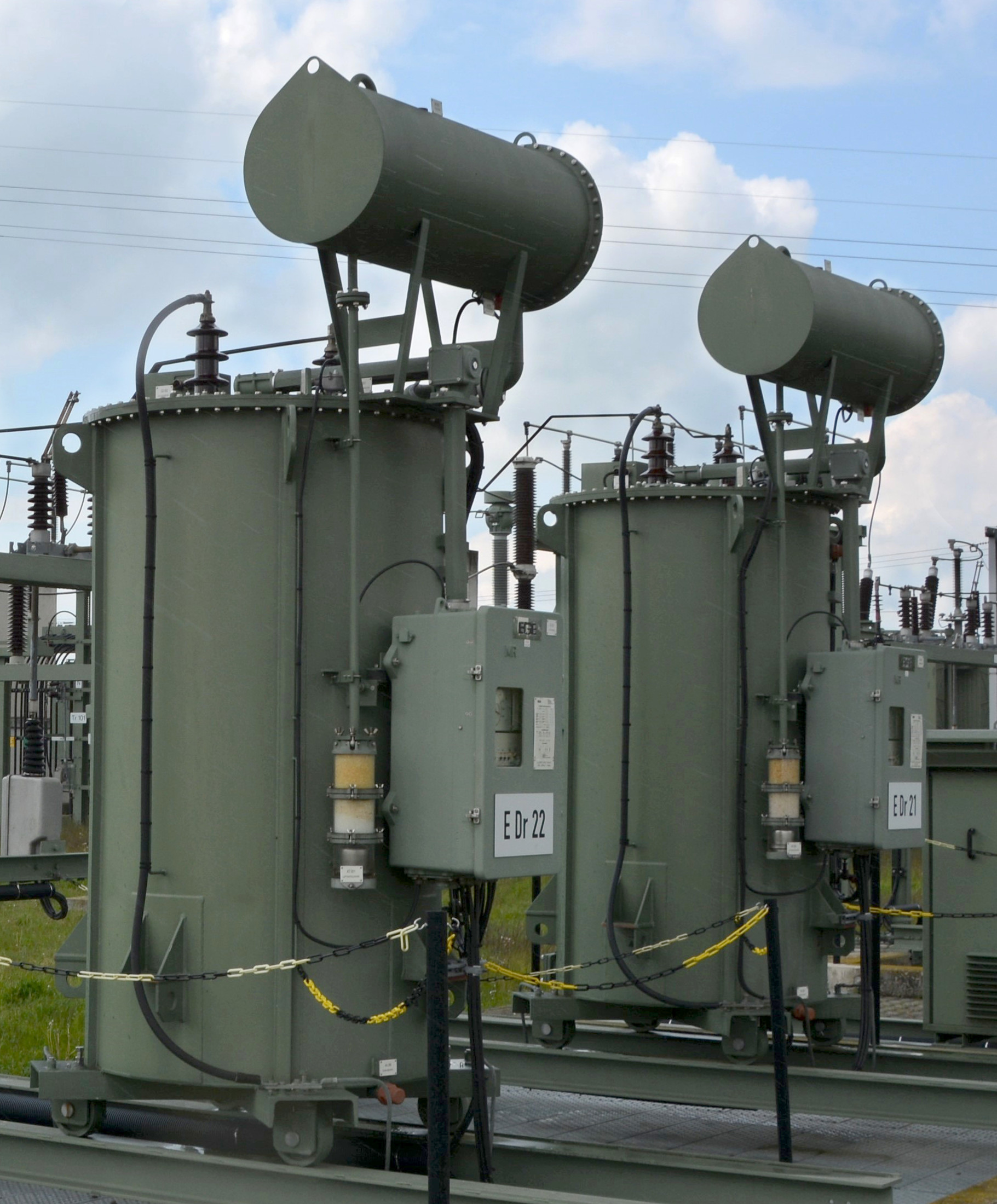
Due bobine Petersen in una sottostazione elettrica

La bobina di Petersen (o più semplicemente bobina Petersen) è un componente elettrico rappresentato da un induttore. Il suo compito è quello di realizzare la condizione di risonanza in un impianto elettrico. Grazie a tale condizione un guasto monofase a terra può essere eliminato in modo automatico e con brevissima interruzione della continuità di servizio.
La bobina Petersen collega il neutro del sistema a terra. Lo scopo è di ridurre il valore della corrente di guasto la quale, teoricamente, è nulla se l'induttanza della bobina è accordata (in risonanza) con la totale capacità dei conduttori verso terra. In realtà si ottengono valori di corrente di guasto di piccolo valore, tali da non sostenere l'arco elettrico e quindi eliminare il guasto.
La bobina può avere reattanza variabile in modo continuo (tipo mobile) o a gradini manovrabili a vuoto (tipo fisso) e quindi senza possibilità di seguire l'evoluzione dell'assetto della rete con conseguente variazione di capacità.
Dal punto di vista teorico trascurando la conduttanza verso il terreno delle linee, se la reattanza induttiva della bobina è identica a quella capacitiva alla sequenza omopolare della rete, nel punto di guasto non circola alcuna corrente. Ciò comporta la sicura autoestinzione dei guasti non permanenti e, al tempo stesso, rende molto improbabile l'evoluzione dei guasti monofase in polifase.